# Akan (taal)
Akan is de belangrijkste taal van het West-Afrikaanse land Ghana. De taal wordt vooral in het zuiden en midden van Ghana gesproken. Ook in het oosten van Ivoorkust en in delen van Benin en Togo wordt Akan gesproken.
Akan behoort tot de Kwa-taalfamilie. De taal bestaat uit een reeks nauw verwante dialecten. Er zijn drie onderling verstaanbare dialecten van de taal met een eigen schrijfwijze: Ashanti/Asante en Akwapim/Akuapem (gezamenlijk Twi genoemd) en Fante/Fanti. Ashanti is de meest gesproken variant van Akan. In de jaren 1970 werd een gestandaardiseerde schrijfwijze voor Akan ontwikkeld.

## Sprekers
Akan heeft ongeveer 8,3 miljoen sprekers. De taal wordt gesproken door het gelijknamige Akanvolk en dient daarnaast als lingua franca in Ghana. Zo'n 44% van de Ghanese bevolking heeft Akan als eerste taal en 80% van de bevolking spreekt Akan als eerste of tweede taal. De taal wordt erkend als officiële schrijftaal door de Ghanese overheid. Het wordt in Ghana gebruikt voor onderwijs aan scholen en kan worden gestudeerd aan de universiteit.
De Aukaners in het binnenland van Suriname spreken Aukaans, een taal afgeleid van Akan. Ook in Jamaica en elders in het Caribisch gebied en Zuid-Amerika wordt nog een vorm van Akan gesproken door nakomelingen van West-Afrikaanse slaven.

## Uitspraak
Akan heeft een complexe uitspraak met zowel nasale als orale klinkers. De toon (laag of hoog) waarop een woord wordt uitgesproken kan de betekenis van dat woord veranderen.

## Grammatica
De taal gebruikt, net als bijvoorbeeld het Nederlands, de woordvolgorde onderwerp-werkwoord-lijdend voorwerp. Zelfstandige naamwoorden worden onderverdeeld naar het voorvoegsel dat aan de wortel wordt toegevoegd, bijvoorbeeld a-baa ("stok"), m-baa ("stokken").